# Deep Creek Conservation Park
Deep Creek Conservation Park är en park i Australien. Den ligger i delstaten South Australia, omkring 85 kilometer sydväst om delstatshuvudstaden Adelaide. Deep Creek Conservation Park ligger 193 meter över havet. Arean är 45 kvadratkilometer.
Trakten är glest befolkad. Närmaste större samhälle är Delamere, nära Deep Creek Conservation Park. 
I omgivningarna runt Deep Creek Conservation Park växer i huvudsak städsegrön lövskog. Genomsnittlig årsnederbörd är 863 millimeter. Den regnigaste månaden är juni, med i genomsnitt 172 mm nederbörd, och den torraste är januari, med 24 mm nederbörd.